# Savant River
Savant River är ett vattendrag i Kanada.   Det ligger i provinsen Ontario, i den sydöstra delen av landet, 1 200 km nordväst om huvudstaden Ottawa. Savant River ligger vid sjön McCrea Lake.
Trakten runt Savant River är nära nog obefolkad, med mindre än två invånare per kvadratkilometer.